# 南無
南無（漢語拼音：nā mó；注音：ㄋㄚˊ ㄇㄛˊ），為梵語音譯，後方常接佛菩薩名號。「南無」二字，中文意譯為「禮敬」、「皈依」、「歸命」、「合一」之意。

## 詞源
另有形態，原型是，本意是服從、歸從、奉獻、屈服、尊重、鞠躬、伏地禮敬等；源自原始印歐語詞根*nem-os，義爲給予、贈送、奉獻，或犧牲、崇拜。
現代印地語中打招呼時的用語namaste（直譯「向你鞠躬致意」）、伊斯蘭教所用的波斯語詞‎（音譯“乃瑪茲”或“乃瑪子”，即伊斯蘭教的礼拜）是其同源詞。

## 翻译
“南無”二字連用時要拼作ㄋㄚˊ ㄇㄛˊ，唸為「南摩」、「那謨」，
翻譯成中國文字為歸命、皈依、歸順、礼敬、依止的意思，
是眾生向諸佛菩薩至心歸依信順的敬语。

雖然南無二字為譯音，
但古代譯師取用中文字亦得考量適當字義，
如有观点认为“南”字可能解作
地球所在的南贍部洲等。
在歷史上或在陀罗尼的翻译上，还有
南摩、南無、囊谟、拿摩、南牟、囊摩、曩谟、南谟、那谟、纳慕、娜母、南忙、那模、纳莫、娜么等译法，
另对应
还有曩谟塞、曩谟悉等译法，对应
还有曩莫等译法。

## 运用
常用於念佛頌持，或者見於信徒將之連同佛號印成貼紙，貼在易肇事路段的路邊，希望減少災厄發生。二次大戰時，日本軍常設南無八幡大菩薩的標誌，祈求福祐，尤其神風特攻隊的軍機外殼，屢見不鮮。

## 派生概念

### 南无派
道教全真派裡的一支。

### 喃嘸師傅
民间超度亡人的一类巫师，有时穿道袍，有时穿袈裟，但本身不是道士或僧人。

## 註释
1. ↑  见对应的维基词典巴利语namo和维基词典梵语namas
2. ↑  .   [2019-01-24]. （原始内容存档于2020-08-08）.
3. ↑  不空三藏的翻译最为规范：“曩谟”对namo，“
曩谟悉”对namas，“
曩莫”对namah